# Desorden Público
Desorden Público, también conocida como DP o simplemente Desorden, es una banda musical de ska en español de Venezuela, fundada en 1985 por Horacio Blanco y José Luis Chacín en Caracas, siendo la primera banda de ska y la más popular de su país. Cuentan con un sonido propio construido de la fusión de elementos caribeños con un sonido urbano caraqueño.

## Historia musical

### Primeros Pasos (1985-1987)
Fundado en el oeste de Caracas en 1985, Desorden Público representa el primer y más importante proyecto ska (y una de las bandas pop más grandes) de la historia musical contemporánea de Venezuela, además de ser una de las propuestas de ska hispano más sólidas de la actualidad. Sus fundadores Horacio Blanco (n. 30 de septiembre de 1968, Caracas; guitarra/vocales) y José Luis «Caplís» Chacín (n. 22 de diciembre de 1964, Caracas; bajo) trabajaban ya como DJ's en el underground caraqueño cuando decidieron bautizar su banda con un nombre que satirizaba a los camiones del Orden Público de la Guardia Nacional venezolana. Como DJ's Horacio y Caplís se especializaban en punk y ska británico, new wave y reggae jamaiquino: todos estos sonidos serán influencia directa para el primer repertorio de la novel agrupación.
Poco más adelante, la incorporación de Danel «Dan-Lee» Sarmiento (n. 26 de septiembre de 1963, Buga -Colombia-; batería), Víctor E. Contreras Angola (n.28 de noviembre de 1967; teclados), Antonio Rojas (n. 13 de octubre de 1967, Caracas; guitarra), Francisco «Kiko» Núñez (n. 14 de diciembre de 1963, Caracas; saxo tenor) y de Oscar «Oscarello El Magnífico» Alcaíno (n. 30 de abril de 1959, Caracas; percusionista) le dará a Desorden Público su personalidad sónica, gráfica y de imagen: un sello que los hará famosos en el circuito de teatros, bares, fiestas punk y underground. Para 1987 Desorden Público es un septeto muy muy Two Tone.

### Desorden Público (1988)
Tras una oferta contractual presentada por un scout de la CBS Columbia de Venezuela, graban su primer trabajo en 1988. Un sonido sencillo y crudo, y unas letras directas cargadas de crítica política y humor negro, fueron los ingredientes para que esta placa alcanzara un impresionante nivel de ventas y una importante difusión dentro y fuera de la escena new wave de los tardíos ochenta. Con este disco, de título homónimo, comienzan giras a nivel nacional y una primera visita internacional, a la República Dominicana.

### En Descomposición (1990)
En los albores de la década de 1990 se suman dos nuevos instrumentistas: José «Cheo» Romero (n. 11 de junio de 1962, Caracas; trombón) y Emigdio Suárez (n. 22 de octubre de 1969, Caracas; teclados/acordeón), que junto al trompetista invitado Enzo Villaparedes, perteneciente a su vez a la Banda de la Banana Voladora, completarán la formación que aún conserva la banda. Los DP graban su segundo trabajo de estudio mostrando el crecimiento musical y lírico en ellos. Las frescas, auténticas, primitivas y pegajosas composiciones de los amigos de infancia Víctor «Loco Laca» (actualmente no forma parte de la banda) y Antonio Rojas, abrieron paso a la banda a nuevos espacios, dando el preámbulo a temas más intensos de Horacio y Cheo Romero. Coincide esta ampliación con más profundas búsquedas musicales. Pronto la cumbia, la salsa, el boogaloo, el merengue y la percusión afrovenezolana, así como el soul, el jazz y el funky, completararán el carácter propio del peculiar combo hispanoamericano. Justo en ese momento de mucha experimentación graban su segundo trabajo, En Descomposición (1990), bajo la producción del jazzista austríaco-venezolano Gerry Weil.

### Internacionalización (1988)
Una terrible crisis económica asola a Venezuela, la inflación generalizada dispara los precios hasta las nubes, y la industria del disco y el espectáculo sufren duras abatidas. A pesar de la difícil situación Desorden Público no flaquea y realiza presentaciones importantes en Venezuela (1.er Festival Iberoamericano de Rock 1991, Caracas Jazz Festival 1991, 1.er Festival de Pop y Rock en tu Idioma 1992, 1.er Festival de Ska y Reggae de Caracas 1993, 3.er Festival de Música Latinoamericana 1993) y giras por el exterior (EE. UU. 1993) dan fe de ello.
En este período la agrupación comienza su proyección en la movida ska internacional y comienzan a ser blanco de numerosas entrevistas para skazines y fanzines de Hispanoamérica, los EE. UU. y Europa. Además, una canción del álbum En Descomposición llamada Ska de Acá es incluida por un sello alemán en una compilación de ska del mundo (United Colors of Ska, Por Pie). Esta exposición de música e imagen más allá de su país los llevará a participar en un festival ska en el New Music Café de Nueva York en 1992, un primer contacto gracias al cual actuarán junto a The Toasters (y otras bandas) en festivales en Venezuela y en los EE. UU. en 1993: son convidados a la gira International Ska Summit 93 que recorrió Nueva York, Washington y Ashbury Park, Nueva Jersey.

### Canto Popular de la Vida y Muerte (1993)
También en 1993 entran a grabar Canto Popular de la Vida y Muerte, el esperado tercer disco que alcanzaría ventas de Oro en Venezuela y que les daría una exposición mucho más sólida en Hispanoamérica. Las temáticas planteadas por las letras de este Canto Popular giran en torno a la unidad hispanoamericana, la crítica política, la búsqueda de la tolerancia y la trascendencia del ser. Fue producido por el brasilero Carlos Savalla (Os Paralamas Do Sucesso, Papas Da Lingua, Professor Antena, Fausto Fawcett) y en él se grabaron 17 temas entre los cuales destacan Tiembla (que asciende al peldaño #6 de la cartelera radiofónica nacional venezolana), Cachos de Vaca y La Danza de los Esqueletos. La internacionalización los lleva a México en 1994, donde realizan presentaciones en discotecas y clubes underground.
Siguen los viajes y en 1995 se da la exitosa primera visita a Puerto Rico, más presentaciones en Nueva York (Palladium) y en Los Ángeles (SIR Theater, Hollywood). A nivel local, realizan dos importantes giras nacionales que los lleva a visitar no sólo las ciudades más populosas de la nación, sino también ciudades medianas, pueblos y pueblitos donde nunca antes se habían dado shows de música pop. Son invitados constantemente a grandes festivales, entre los que destacan los espectáculos súper multitudinarios en La Carlota, Caracas, para al menos 120 mil personas. Ya Desorden se ha convertido en la agrupación más grande de la escena venezolana.

### Plomo Revienta (1996-1997)
En 1996 viajan por primera vez a Europa para dar conciertos en Madrid y Barcelona, España, y en Berlín, Alemania. En ese mismo año vuelven dos veces a Puerto Rico y participan en otro importante festival en el Universal Amphitheater de Los Ángeles. Es en esta ciudad donde graban, ya finalizando el año, su cuarta producción titulada Plomo Revienta, bajo la tutela de KC Porter (Fabulosos Cadillacs, Os Girasoules, Seguridad Social). Este trabajo tiene como concepto central el criticar la violencia, la terrible violencia social, económica y cultural de la cual son víctima los países del tercer mundo y en especial los hispanoamericanos. Importantes invitados engalanan esta producción: el cantante y saxofonista Angelo Moore (Fishbone), el percusionista cubano Luis Conte (Madonna, Phil Collins) y el jazzista venezolano Otmaro Ruiz en el piano. El disco es lanzado en 1997 y ya en preventa es disco de oro en su país.
El tema Allá Cayó alcanza cómodas posiciones en el Top Ten de la radio venezolana, sitial que dura por varias semanas. Una vez más le dan la vuelta entera al país y realizan ad honorem una gira penitenciaria por cárceles del área capitalina.
México recibe Plomo Revienta con las puertas abiertas. La agrupación visita el país azteca para presentarse en el Festival de El Mazo, el Festival Razteca y en el Tianguis Cultural de El Chopo. En ese año vuelven una vez más a Puerto Rico.

### Ska de Acá por el Mundo (1998)
1998 implica otro año importantísimo para la exposición internacional de Desorden Público. Son invitados a Europa para realizar una gira que los llevará por siete países (España, Francia, Inglaterra, Italia, Alemania, Suiza y la República Checa) y por 21 conciertos en ciudades como Berlín, Jena, Colonia, Münich, Regensburg, Rostock, Lübeck, Eichstätt, Londres, Madrid, Roubaix, Burdeos, Narbona, Bolonia, Bérgamo, Zúrich y Praga. Vuelven a México para montarse en los escenarios del Festival El Camaleón 98, y continúan su expansión por Hispanoamérica, visitando Colombia y Panamá. En Colombia están invitados al Festival del Rock al Parque, evento gratuito al que asisten millares de bogotanos y en el que participan al menos una veintena de bandas internacionales. La respuesta del público es extraordinaria y los comentarios de los medios resultan sumamente halagadores.
En Colombia, ya Desorden Público era conocido en el ambiente ska y skinhead. En cuanto a Panamá, la invitación vino de la banda Los Rabanes, la más grande de ese país centroamericano y consistió en una fiesta en una discoteca privada.

### ¿Dónde está el futuro? (1998)
En lo que respecta a Venezuela el trabajo no cesa. La regirá del Plomo Revienta les permite mostrar su trabajo en escena a más y nuevas plazas, los shows suelen llenarse. Una vez más el escenario de La Carlota en Caracas les brinda la ovación de 150 mil personas. A nivel discográfico participan en Outlandos D'Americas, un homenaje a The Police con una versión del tema Man in a Suitcase que los desordenados llamaron Un Mundo en mi Mochila que relata algunas vivencias a las que se tiene que someter un hispanoamericano cuando viaja. Este material fue hecho por bandas hispanoamericanas. Son incluidos en un tributo hecho desde Australia a los británicos The Specials denominado Spare Shells realizando una versión del clásico tema Ghost Town cuya autoría es del líder The Specials Jerry Dammers (fundador del sello 2 Tone) letra que se opone directamente al gobierno neoliberal de Margareth Thatcher en Inglaterra y al que DP le llamó Ciudad Fantasma; brindan un tema inédito a un disco en honor a los derechos de los niños y son invitados a componer el tema oficial de la Liga Venezolana de Béisbol para la temporada 98-99. Por si esto fuera poco, editan una recopilación de sus primeros trabajos (período 1985-1990), bajo el título ¿Dónde está el futuro?. Este trabajo contiene temas inéditos, grabaciones en vivo, remezclas y regrabaciones. Ya antes de su salida al mercado es disco de oro, en preventa. El bautizo oficial del disco, se realiza en el marco de la visita de la banda internacional The Pilfers en las inmediaciones del Centro Médico Docente la Trinidad el 14 de marzo de 1999.
En febrero de ese mismo año, trabajan por segunda vez con el vasco Fermín Muguruza, grabando la música de uno de los temas de su primer proyecto en solitario. A mediados del 99, Desorden vuelve por tercera vez a Europa, en una gira de 10 conciertos por el país Vasco, Italia, Holanda, Inglaterra y Alemania. A su regreso a Venezuela, Desorden son homenajeados por la alcaldía del Distrito Federal, siendo condecorados con la orden Diego de Losada en su primera clase, como representantes de la cultura juvenil caraqueña el 1 de agosto de 1999.

### Milenio Nuevo, Estudio Nuevo: Diablo (1999)
Llega el año 2000 y Desorden Público consigue su carta de libertad de Sony Music en febrero, inmediatamente deciden encerrarse en los estudios de ensayo para trabajar en composición y arreglos de los nuevos temas, al mismo tiempo que escuchan ofertas de varias casas discográficas interesadas en firmarlos. En junio regresan a Colombia como cabeza de cartel (junto a los mexicanos Café Tacuba) del festival Rock a lo Paisa en la ciudad de Medellín. Después de escuchar y discutir las diferentes ofertas, la banda decide firmar para el emergente sello discográfico venezolano Guerra Sound Records.
En septiembre viajan a Miami para una presentación junto a Los Auténticos Decadentes de Argentina; una semana más tarde inician la grabación del nuevo disco en los estudios Warehouse de esa misma ciudad, bajo la producción del ingeniero de sonido César Sogbe (Prince, Baaba Maal, Carlos Vives, Auténticos Decadentes, etc). Al finalizar la grabación, Kiko Núñez (saxofón) anuncia su retiro de la banda para establecerse en España, pero antes de irse viaja con D.P. al 2º Festival Vive Latino en México, donde comparte cartel con las bandas más importantes de la actual movida de rock iberoamericano, además de los invitados especiales Fishbone (USA) y The Wailers (Jamaica). El 11 de diciembre, Desorden presenta a los medios de comunicación su recién lanzado disco Diablo, a la vez que da la bienvenida a su nuevo saxofonista Hernán Ascóniga (Palmeras Kaníbales).

### Todos sus éxitos (2001)
Aprovechando el éxito del disco Diablo, Sony Music de Venezuela lanza un primer recopilatorio de DP. Sólo se editaron 3000 ejemplares que desaparecieron del mercado en menos de 3 meses. Hoy en día es imposible de conseguir.

### The Ska Album USA (2004)
A principios del año 2003 y directamente desde las cenizas del desaparecido sello discográfico MOON Records, aparece en EE. UU. un nuevo sello llamado Megalith Records, propiedad del amigo de los DP Robert «Bucket» Hingley, cantante, guitarrista y líder de los Toasters.
Ante la insistente demanda de discos de DP en la underground escena Ska norteamericana, Megalith solicita a Desorden la licencia para editar (únicamente)para el mercado estadounidense, una recopilación Ska de ellos.
Tras meses de conversaciones y fallidos intentos de conseguir liberación de algunos temas importantes, DP sólo logra que SONY otorgue permiso para usar en este Ska Album canciones de los 2 primeros discos, obviamente sumados a los de su etapa independiente que ya va por 3 años, un disco de estudio y unas cuantas piezas sueltas. Una versión mejorada en sonido y repertorio es lanzada al mercado Europeo en mayo de 2005, por los sellos LeechRedda music -(Suiza) y Ubersee Records (Alemania)

### DP18, álbum doble en vivo (2004)
Celebrando 18 años de Ska en Venezuela, DP llena completamente el Teresa Carreño (el teatro más importante del país) y de ese show del 20 de septiembre de 2003, quedan registrados un disco doble en vivo y un DVD.
De este disco se lanza una primera edición (de un solo CD), en diciembre de 2003 y en tan sólo seis días se venden por completo los 10 mil ejemplares editados, cifra que en la actualidad venezolana les significó Disco de Platino.
Meses más tarde aparece la versión oficial de este disco doble, con 32 temas en vivo y cinco canciones extra con piezas inéditas grabadas en estudio, una de ellas: Gorilón alcanza por primera vez el puesto N.º 1 de las carteleras nacionales.

### The Ska Album Europe (2004)
Precisamente aprovechando la cuarta visita a Europa de los DP, el sello suizo LEECH REDDA MUSIC y el alemán UBERSEE records han unido fuerzas para editar y distribuir por todo el Viejo Continente la edición europea del SKA ÁLBUM, que además de venir con portada diferente a la norteamericana, incluirá más canciones inéditas y una masterización superior. EL disco servirá como respaldo perfecto para reposicionar a DESORDEN en los circuitos SKA de Europa tras 5 años de ausencia física en los mismos.

### Estrellas del Caos (2006)
En 2006 editan su disco Estrellas Del Caos. Grabado en los Estudios Sonofolk, en Caracas, Venezuela, contó con la producción de Francisco Coco Díaz, pianista de Desorden Público. Los Desordenados: William Magú Guzmán en guitarras, Hernán Ascóniga en saxos tenor y barítono, Noel Mijares en trompetas, César Mijares en trombones y Francisco Coco Díaz, además de Caplís en el bajo, Dan-El en la batería, Oscarello El Magnífico en percusiones y Horacio en voces y guitarras terminaron dándole forma a esta nueva placa.
Junto a ellos, otros excelentes músicos, muchos de bandas internacionales, también aportaron lo suyo: Vic Ruggiero de los Slackers de Nueva York con voces y órgano en Monkey Ska y Uma Vacina; David Hillyard también de Slackers con su solo de saxo en Monkey Ska; «El Campa» de El Gran Silencio de Monterrey con su extraordinario acordeón en El tren De La Vida; Óscar Pastorelli Paparazzi de Papashanty Saundsystem con la voz en español en Uma Vacina y por supuesto todos los chamos y chamas quienes dieron con sus voces vida y sentido a Espiritual: Hijos Sobrinos y amiguitos de la Banda.
Este nuevo CD recibe excelentes críticas y su primer sencillo Espiritual se coloca inmediatamente en el primer lugar de la cartelera Pop & Rock del Récord Report. El 2007 comienza con la usualmente agitada agenda de shows en Venezuela y, en muy poco tiempo las primeras colocaciones del nuevo álbum Estrellas del caos desaparecen de las discotiendas superando los cálculos previstos. Por su parte el DVD Desorden Público en el Teresa Carreño requiere de una nueva edición para suplir el mercado. En febrero es acordada una nueva participación de la banda en el Vive Latino de México a ser realizado en el mes de mayo, cerrando el cartel del sábado 5 de mayo, luego de la actuación del reputado argentino, Gustavo Cerati. En el mes de abril la disquera Mambito Records edita en EE. UU. una versión de Estrellas del caos que incluye el sugestivo tema Sex, éxito del 2006 en Venezuela. El jueves 24 de mayo se realiza en el Centro de Arte La Estancia la presentación oficial en Venezuela del disco Estrellas del caos con un récord de asistencia de más de 9 mil personas.
En la madrugada del 29 de octubre de 2007, la banda se vistió de luto con el fallecimiento de su trombonista César Mijares, en un accidente de tránsito en las cercanías de Tucupita en Venezuela.

### Los Contrarios (2011)
Desorden Público vuelve a la carga en abril de 2011 con Los Contrarios.
Los desordenados son Caplís, Oscarello, Danel «DanPa», Horacio, Magú, Noel, Julio, Terry y Coco (este último productor musical del disco). Los Contrarios es un álbum donde el más bailable ska se entremezcla con lo gitano, la cumbia o el reggae, paseándose entre sonidos distorsionados, callejeros, electrónicos y cabareteros. Así, Desorden pone una vez más su ojo crítico, sarcástico y fiestero sobre un mundo alegre y loco, que goza pero que también sufre a causa de males como la intolerancia y el abuso de poder.
Los títulos de las 15 canciones que aparecen en Los Contrarios ya de entrada resultan bastante elocuentes. El Poder Emborracha, Ciudad De Los Locos, Llora Por Un Dólar, Tierra De Gigantes, Sale El Sol, Cristo Navaja, Los Caimanes, Los Contrarios (con su respectivo Preludio), Los Dados De La Muerte, Dios i El Diablo Dijeron Que Eres Mía, Música De Fiesta… Composiciones originales que se acompañan de versiones a temas inmortales de The Clash, Alí Primera y Madness.
Los Contrarios cuenta además con invitados como Rubén Albarrán, cantante de Café Tacvba de México; Andreas Frege «Campino», cantante del quinteto punk alemán Die Toten Hosen; Kunikazu Tanaka, reconocido saxofonista de la movida ska de Tokio; Nereida Machado y Betsayda Machado, voces de la agrupación venezolana Vasallos del Sol; Enzo Villaparedes, destacado trompetista caraqueño radicado en Los Ángeles; Scheherazade Quiroga, cantante venezolana de formación lírica y de teatro musical; y Selene Quiroga, pianista y cantante venezolana que participó en la gira europea de Desorden Público en el año 2010.

### Orgánico Rarezas Acústicas Vol. 1 (2012)
Después del disco de los contrarios Desorden editaría un recopilatorio con varios temas en acústico, dicho disco tendría apariciones en conciertos, lados B de los sencillos y también tendría por primera vez en Venezuela la canción de la Danza de los Esqueletos en acústico que fue entre en año 95 y 96 un éxito en las radios venezolanas

### Guarachando en Navidad Vol. 1 (2014)
Para el año 2014 Desorden fue impregnado con el espíritu navideño y decidió editar, él quería su primer disco de Navidad, y para ello buscaron varios temas navideños venezolanos como Corre Caballito, El Año Viejo, Niño Lindo, entre otros, el disco fue muy bien recibido por la crítica y ellos quedaron en un futuro hacer una segunda parte, de hecho en el 2015 lanzaron un adelanto del tema Ampatiro junto al grupo Guaco

### Tour De Los 30 Años (2015)
Desorden Público confirma el Tour de los 30 años en Latinoamérica ya confirmada su presencia en Rock Al Parque 2015 en Bogotá, Colombia. Celebración 30 Aniversario en México junto a la Maldita Vecindad y los Hijos del Quinto Patio quienes también celebran 30 años de música el 27 de junio en el Palacio de los Deportes México D.F.

### Box 30 Aniversario (2016)
Para celebrar el 30 aniversario de su formación la banda decidió editar un box con casi todo su discografía, más dos discos con material inédito en estudio y en concierto, también se incluye un libro con bastante información de la banda y de cada disco

### Bailando Sobre Las Ruinas (2017)
Para el año 2015 Desorden anunciaría la edición de su nuevo disco, y en dónde más anunciaría el nuevo disco dando un concierto en un evento de música llamado el Suena Caracas, donde uno de los primeros temas en tocar del nuevo álbum sería el famoso Todo Está Muy Normal el cual levantó muchas críticas en favor y en contra y que de forma increíble fue apoyado por el gobierno nacional, a pesar de ser un tema que ataca a la corrupción, también sería el primer disco en reeditarse en LP nuevamente y tendría el primer sencillo en formato casete de la canción A Mí Me Gusta El Desorden.

### Pa Fuera (2016)
Para este mismo año se edita esta pieza única de música venezolana con ska con el grupo C4 Trío, que trae versiones de temas de la Banda y un tema de C4 que es el que le da nombre al disco y para este año fue nominado para participar en el Grammy 2018 en enero.

## Discografía

### Discos de estudio
- Desorden Público (Sony Music, 1988). LP, Casete. Reeditado en CD en 1993.
- En descomposición (Sony Music, 1990).LP, Casete. Reeditado en CD en 1993.
- Canto popular de la vida y muerte (1994). CD, Casete
- Plomo revienta (1997). CD, Casete
- Diablo (2000). En México, Brasil, Francia, Colombia se editó con el título de Chamuco y diferente portada.
- Estrellas del caos (2007) (Orden Privado)
- Los contrarios (2011) (Orden Privado)
- Guarachando en Navidad, vol. I (2014) (Orden Privado)
- Bailando sobre las ruinas (2016) (Orden Privado) LP, Digital y algunas ediciones europeas en CD
- Pa'fuera (2016) (Orden Privado) Versiones Anteriores con C4 Trío
- Canto Popular, 25 años (2020) (Orden Privado)

### Álbumes en vivo
- En Vivo En El -Teatro Teresa Carreño  (2004). Doble CD en concierto grabado en el Teatro Teresa Carreño. Existe una versión previa en formato CD sencillo.
- Concierto en el Teatro Amador Ciudad de Panamá  (2018) Primer concierto oficial en digital

### Compilatorios
- ¿Donde está el futuro? (1998). Recopilatorio de rarezas y nuevas versiones de los temas de sus dos primeros LP.
- Todos sus éxitos  (Sony Music, 2001). Recopilación.
- The Ska Album (Megalith, 2004). Recopilación para su distribución exclusiva en Estados Unidos.
- Orgánico Rarezas Acústicas VOL I ( 2012) (Orden Privado)
- Box 30 Aniversario ( 2016) (Orden Privado)

### Reediciones
- The Ska Album (Leech Redda/Ebersee, 2004) Ediciones europeas del álbum The Ska Album USA, editadas por las discográficas Leech Redda (Suiza) y Ebersee (Alemania). Con diferente portada y más canciones que la edición estadounidense.
- Desorden Público Reedición 20 años (2008) (Sony Music y Radio Pirata Records) Reedición del primer disco Contiene cuatro temas del primer set de la banda no incluidos anteriormente

### Sencillos y EP
01. Skapate (Vinilo España)
02. Cursi (Vinilo Venezuela)
03. Tiembla (CD)
04. La Danza de los Esqueletos (CD México y Venezuela)
05. Allá Cayó (CD)
06. El Tumbao de Simón Guacamayo (CD)
07. Látex (CD México y Venezuela)
08. Valle de Balas (CD)
09. Combate
10. Maldad en tu Corazón
11. Black Market Man
12. El Clon
13. Mirándonos (Primer Sencillo Digital)
14. Lo Bueno
15. Gorilón
16. Sex

## Libros sobre la banda
- Desorden Público - Buscando algo en el Caribe Archivado el 20 de agosto de 2021 en Wayback Machine. por María Isabel Cerón (Alter Libris, 2006).
- [https://web.archive.org/web/20151222130213/http://melomaniaco.net/2014 Archivado el 22 de diciembre de 2015 en Wayback Machine. por Marlon Lares (Vorágine Editorial, 2009).